# Euplexia albonota
Euplexia albonota là một loài bướm đêm trong họ Noctuidae.